# Кантоны Франции

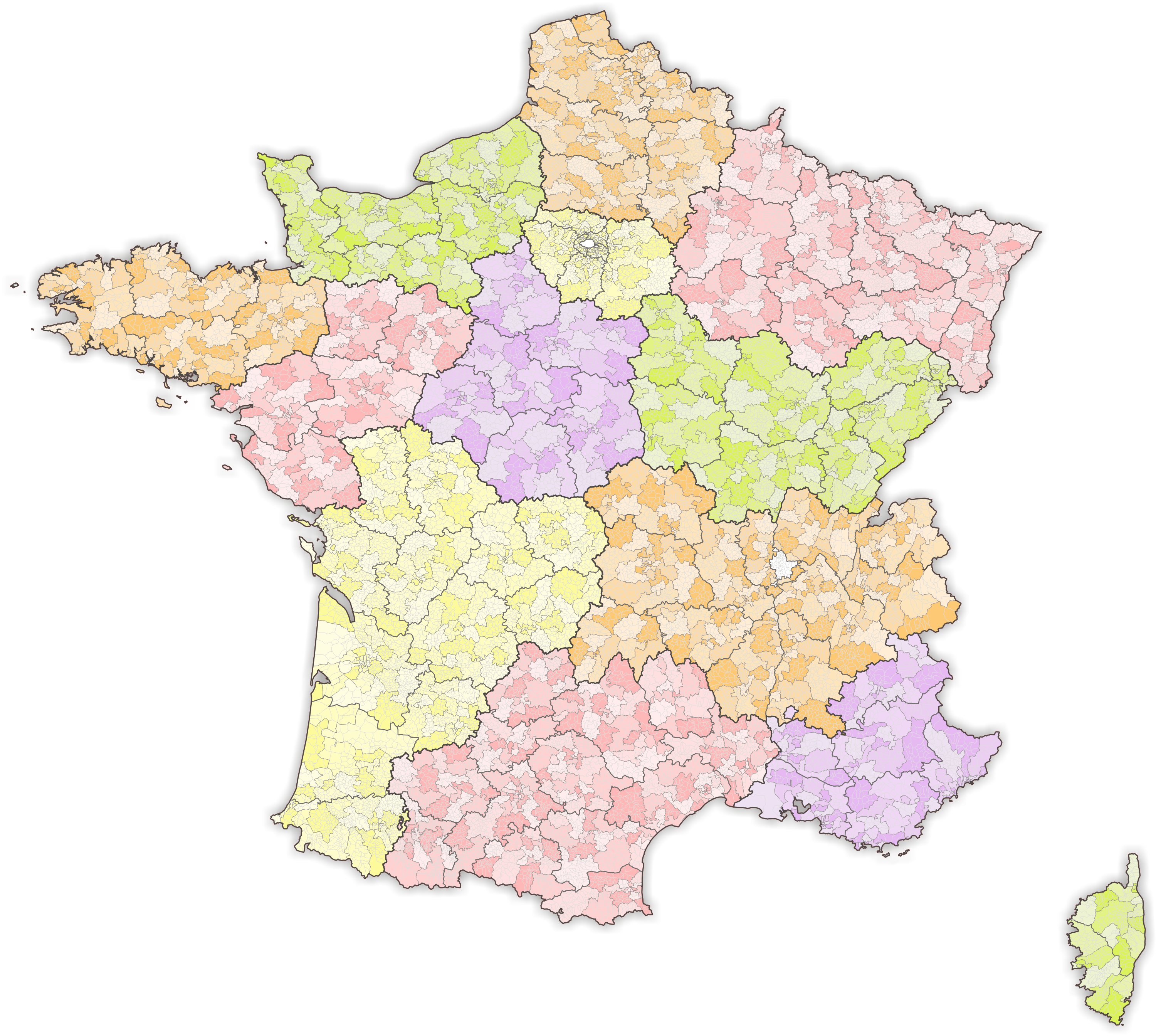
Карта французских кантонов

Канто́н (фр. canton) во Франции — административно-территориальная единица в составе округа, в свою очередь охватывающая несколько коммун (по крайней мере в сельской местности — в городах, напротив, одна коммуна может соответствовать нескольким кантонам). Всего во Франции насчитывается 2074 кантона, включая 175 заморских.

## Функции кантонов
Кантоны в первую очередь являются структурной основой избирательной системы. Каждый кантон избирает своего представителя в Генеральный совет соответствующего департамента. Иначе организован только совет Парижа.

## История
Деление на кантоны и департаменты введено во Франции в 1790 году. Первоначальный вариант закона предусматривал объединение кантонов в районы (districts), но в 1800 году вместо районов были учреждены округа.
В марте 2014 года принят закон о реорганизации кантонов (фр.), в результате чего их количество и границы изменились.